# Agustín Gómez (gobernador)
Agustín Gómez (San Juan, 2 de septiembre de 1844 - 6 de febrero de 1884) fue un militar y político argentino, que ejerció como gobernador de la provincia de San Juan entre 1878 y 1880.

## Biografía
De familia humilde, completó sus estudios y con ayuda de un pariente salió de su provincia natal en busca de oportunidades.
En 1865 fue nombrado teniente de guardias nacionales por el gobernador Camilo Rojo, participando en la Guerra del Paraguay; fue herido en combate y alcanzó el grado de teniente coronel. Su inteligencia le permitió crear vínculos con políticos importantes durante la Guerra. Ocupó diversos cargos públicos y fue legislador provincial.
El 23 de marzo de 1878 fue elegido gobernador de la provincia de San Juan, jurando el cargo el 12 de mayo. Lideró el grupo llamado "Los Regeneradores", que era —más que un partido político— un círculo de aliados que se repartía los cargos públicos. Durante su mandato fueron sus ministros tres hombres que llegarían a ser gobernadores de San Juan, Manuel María Moreno, en Gobierno, y sucesicamente Ángel Rojas y Anacleto Gil, de Hacienda, que debieron enfrentar una economía debilitada.
Descargó la culpa de la crisis económica en los montoneros y los bandidos, grupos que con el final de las guerras civiles se habían unificado en uno solo. Por otro lado, el caudillo más destacado de montoneras y bandoleros, Santos Guayama, hacía propaganda política en favor de la candidatura presidencial de Carlos Tejedor, por lo que el gobernador decidió su eliminación. En efecto, Guayama fue arrestado violando el domicilio de quien lo alojaba, y sometido a proceso penal; pero mientras el juicio estaba en curso, se lo culpó de una rebelión de presos y fue fusilado por orden directa del gobernador.
Aprobó por ley el Código Penal de la Nación Argentina redactado por Carlos Tejedor, incluso antes de que el mismo fuera establecido para la Nación.
Durante su gestión se reformó la Constitución provincial, estableciendo el cargo de vicegobernador, cargo para el cual fue elegido el ministro Manuel María Moreno en el año 1879. También se prohibía la elección para el Senado de los gobernadores y ministros hasta dos años después del final de su mandato; con esta medida se pretendía establecer cierta estabilidad política en una provincia en que los gobernadores casi nunca terminaban su mandato porque eran elegidos como senadores. No obstante, su propio ministro de Hacienda, Rojas, que había formado parte de la Convención Constituyente, fue elegido diputado nacional apenas semanas después. Poco después, el mismo gobernador convocó a una nueva convención y eliminó el artículo prohibitivo, y el 27 de enero de 1880 renunció a su cargo y fue elegido senador nacional.
Durante su gestión propuso el traslado de la capital del país a la ciudad de Rosario. Siendo aún senador nacional, fue asesinado el 6 de febrero de 1884 en San Juan, durante una revolución que pretendió derrocar y asesinar al gobernador Anacleto Gil.